# Dystovomita
Dystovomita, biljni rod iz porodice kluzijevki. Postoje dvije priznate vrste drveća iz Srednje i Južne Amerike, od Nikaragve do Perua

## Vrste
1. Dystovomita clusiifolia (Maguire) D'Arcy
2. Dystovomita paniculata (Donn.Sm.) Hammel